# هیروسه تاکه‌ئو
هیروسه تاکه‌ئو (به ژاپنی: 広瀬武夫, Hirose Takeo Hirose Takeo); ۲۷ مهٔ ۱۸۶۸ – ۲۷ مارس ۱۹۰۴) پرسنل نظامی افسر نیروی دریایی امپراتوری ژاپن در طی جنگ روسیه و ژاپن اهل ژاپن بود.